# Station Longcross
Longcross is een spoorwegstation van National Rail in Longcross, Runnymede in Engeland. Het station is eigendom van Network Rail en wordt beheerd door South Western Railway. 